# コマルカ・デ・アルスーア
コマルカ・デ・アルスーア（Comarca de Arzúa）はスペインガリシア州ア・コルーニャ県のコマルカで、同県の南東部に位置する。
アルスーア、ボイモルト、オ・ピノ、トウロの4自治体によって構成される。
隣接するコマルカは、北がコマルカ・デ・オルデスとコマルカ・デ・ベタンソス、東がコマルカ・ダ・テーラ・デ・メリーデ、西がコマルカ・デ・サンティアーゴ、南はポンテベドラ県のコマルカ・デ・デサ。
面積は485.0km²で、2010年の人口は17,549人（2009年：17,718人、2007年：18,084人）。コマルカの中心となっている地区は自治体アルスーアのアルスーア教区内のアルスーア地区。

## 地理
| コマルカ・デ・アルスーアの構成自治体（2010年）         |            |             |                    |
| 自治体                                                 | 人口（人） | 面積（km²） | 人口密度（人/km²） |
| アルスーア                                             | 6,409      | 155.4       | 41.2               |
| ボイモルト                                             | 2,271      | 82.4        | 27.6               |
| オ・ピノ                                               | 4,718      | 131.9       | 35.8               |
| トウロ                                                 | 4,151      | 115.3       | 36.0               |
| 計                                                     | 17,549     | 485.0       | 36.2               |
| 出典: INE（スペイン国立統計局）、IGE（ガリシア統計局） |            |             |                    |